# Wolfgang Wruck
Wolfgang Wruck (8. dubna 1944, Berlín – 5. září 2014) byl východoněmecký fotbalista, obránce. Jeho bratrem byl fotbalista Horst Wruck.

## Fotbalová kariéra
Ve východoněmecké oberlize hrál za 1. FC Union Berlin, nastoupil ve 135 ligových utkáních a dal 5 gólů. V nižších soutěžích hrál i za SG Bergmann-Borsig. S týmem 1. FC Union Berlin vyhrál v roce 1968 východoněmecký fotbalový pohár. Za reprezentaci Východního Německa (NDR) nastoupil v letech 1967–1968 v 6 utkáních.

## Ligová bilance
| Ročník           | Zápasy | Góly | Klub               |
| ---------------- | ------ | ---- | ------------------ |
| II. liga 1962/63 | 14     | 1    | TSC Berlin         |
| II. liga 1963/64 | 30     | 0    | TSC Berlin         |
| II. liga 1964/65 | 28     | 2    | TSC Berlin         |
| II. liga 1965/66 | 29     | 2    | 1. FC Union Berlin |
| I. liga 1966/67  | 25     | 2    | 1. FC Union Berlin |
| I. liga 1967/68  | 25     | 1    | 1. FC Union Berlin |
| I. liga 1968/69  | 10     | 0    | 1. FC Union Berlin |
| II. liga 1969/70 | 25     | 2    | 1. FC Union Berlin |
| I. liga 1970/71  | 26     | 1    | 1. FC Union Berlin |
| I. liga 1971/72  | 23     | 0    | 1. FC Union Berlin |
| I. liga 1972/73  | 26     | 1    | 1. FC Union Berlin |
| II. liga 1973/74 | 14     | 3    | 1. FC Union Berlin |
| CELKEM I. liga   | 135    | 5    |                    |